# レッドアリーマー 魔界村外伝
『レッドアリーマー 魔界村外伝』（レッドアリーマー まかいむらがいでん、英題：Gargoyle's Quest）は、1990年5月2日に日本のカプコンから発売されたゲームボーイ用アクションロールプレイングゲーム。
カプコンの携帯型ゲーム機初参入タイトルであり、『魔界村』（1985年）の敵キャラクターである「レッドアリーマー」を主人公に起用している。ストーリーは主人公レッドアリーマーが魔界を脅かす謎の大軍団に戦いを挑む内容となっている。

## ゲームシステム
アクションパートとロールプレイングパートの2つにわかれる。特定の場所や橋、洞窟に立ち入るか敵とエンカウントするとアクションパートになる。アクションパートでは口から火を吐く（武器チェンジも可能）、ホバリング（ジャンプ後ゲージがなくなるまで浮遊可能）、ヘルクライム（壁に張り付く。ダメージを受ける壁もあるが、そこに一時的に張り付けるようになる武器も存在する）などの動作が可能。
アクションパートはライフ制でミスをするとランダムエンカウントの場合は残機を1減らしてロールプレイングパートに戻り、特定のステージでは復活ポイントからスタートする。ステージ中で魂（他作品における「お金」に相当）の入ったつぼ（ロールプレイングパートでは敵に勝利すると入手できる）を集めると街中の店舗で「闇の力」（残機と交換）を入手できる。この魂はランダムエンカウントの敵に勝利した場合でももらえる。特定ステージをクリアするとレッドアリーマーがパワーアップする。
バッテリーバックアップではなく、「呪いの言葉」というパスワードコンティニュー（平仮名8文字ランダム）を用いている。
以下、本項におけるステージ名称、敵名、村名や各種設定は『レッドアリーマー必勝攻略本』（辰巳出版）から引用している。

## 魔力
アクションパートでポーズをかけると異なる魔力を選択可能になる。
ファイアー
最初から使える魔力で発射してからのスピードは遅く連射が出来ない。
バスター
ビッグタワーモンスターをクリアすると手に入る魔力。威力はファイアーと同じだが、二連射が可能になる。また特定の壁も壊せる。
クロー
サンドメイズをクリアすると手に入る魔力。ファイアー、バスターの2倍の威力を持ち、二連射も可能になる。トゲの壁に当てるとヘルクライム可能になる効果もある。
ダークファイアー
ルースキープをクリアし赤い炎になると手に入る魔力。クローの2倍の威力を持つ。連射は出来ないものの敵の誘導弾を消す効果がある。

## 登場エリア

### 通常ステージ
第1ステージ「デモンボーダー」
外界と魔界を繋ぐ地獄門。魔界の使者達は、ここを通って修行中のレッドアリーマーに魔界の危機を伝えた。
謎の軍団はレッドアリーマーが通る前に門を閉じようとしていた。
第2ステージ「ビッグタワーモンスター」
タワー全体が1体のモンスターであり、最上階にある4つの心臓部で制御している。魔王ジャークの力の源である呪いの杖は奪われた後、ここに持ち込まれた。
外壁には闇の力など貴重なアイテムがあるが大幅に後戻りする必要がある。
第3ステージ「キングパレス」
魔界の首都であり、魔界王ダークロードの居城。しかし今ダークロードは力を封じられ監禁されている。
入り口には内部には入れない彼の部下達がいる。内部は特定の場所を踏むと鉄球が落ちてくるトラップが存在。最上部は止まっていると後ろへ戻されるほどの強風が吹き、そのなかで強敵のスカルサタンと戦わなければならない。
第4ステージ「サンドメイズ」
バイモン村の北西に広がる巨大なさまよいの砂漠の中央に位置する。内部は非常に入り組み多くの強敵が待つ。
第5ステージ「ルースキープ」
ナーガの道で正解のルートを選ぶとたどり着ける。入り口でルシフェルが待ちレッドアリーマーを試す旨を伝える。
内部はダメージの大きい槍のトラップや特定の場所を通ると上から落ちてくる壁がある。
第6ステージ「ブレーガーズプレイス」
最終面であり、炎に包まれた城である。そのため足場は少なく終盤ではスカルサタンが2体も出てくる。また無限ループも複数存在しており正しいルートを選ばないと最終ボスのキングブレーガーがいる場所までたどり着けない。

### ショートステージ
通常のステージ以外にも特定の場所へたどり着くために通る必要のある短いステージがある。
なおここでダメージを受けても、フィールドに切り替わればライフと魔界のエキスの使用回数も回復する。
ステージの一部はレッドアリーマーIIにも形を変えて登場する。
第1ショートステージ「ファイアーリバー」
ジャーク村からビッグタワーモンスターへ行くのに通る必要のある炎の吊り橋。
時折、炎の中から火柱が吹き上げている。乗ると落ちる足場が多数ある。
第2ショートステージ「ダストホール」
むやみやたらに通れないようにダークロードの部下が入り口を守っている。
ジャーク王から鮮血のローソクを託されてないと通る事が出来ないが、通る際にライフを上げる嘆きの鎧をくれる。大半が水中であり一部狭い場所があって、そのまま何もしないと沈んでしまう。。
第3ショートステージ「フレームバレー」
堕天使の翼を所持していると突入前にバッファコング2体が襲い掛かってくる。堕天使の翼を所持していないと、そのまま素通りできる。
序盤、非常に長い渓谷があり堕天使の翼が無いと渡り切るのは困難。その後も非常に不安定な足場が続く。
第4ショートステージ「暗闇の穴」
魔界に伝わる赤い炎の伝説を知っているマジョリータが住む場所。魔王バイモンの間にある秘密の入り口を通る必要がある。
ステージ自体は短いが終盤でノアイが出現し自爆攻撃を行う。
第5ショートステージ「バーニングストリーム」
ルースキープと、その城下町であるルシフェリア村へ行くのに通る必要がある。
ファイアーリバーと同じように炎が多くが更に足場が不安定になっている。
第6ショートステージ「ナーガの道」
蛇神ナーガが自らをダンジョンに変えたと伝えられるステージ。
幾つか入り口があるが正解の入り口から通らない限り、ルースキープにはたどり着けない。内部はビオラスが大量にいて、途中でアイテム等を取る等して時間がかかると追い詰められてしまう。
第7ショートステージ「ダークボーダー」
真の赤い炎でないと通行不可能な炎の吊り橋。ホバリング無限を活かして下の方を通らないと3体のスカルサタンに攻撃される。

### 魔界の村
魔界には様々な村が点在しており、そこには住人たちが住んでいる。
それぞれの村は長たる魔王が治めていたが、その殆どが謎の軍団の襲撃や身内の裏切りにより命を落とした。
ジャーク村
魔王ジャークが治める外界に最も近い村。ジャーク自体は千里眼を持っているが力の源である呪いの杖を奪われて困っている。
呪いの杖を取り戻すと魔界王ダークロードの危機を見出し、救い出すためにレッドアリーマーに鮮血のローソクを託す。
エクゾス村
魔王エクゾスが治めていたが謎の軍団に攻められた際に、命を落としてしまった。
ここの北には堕天使の翼が落ちている大木がある。
ダリアン村
ここを治めていた魔王ダリアンは村人達の裏切りによって殺されてしまった。
一部の忠実な者は閉じ込められている。その中に堕天使の翼のありかを知る者がいる。また北には悪魔のエキスが入ったツボが置かれている。
ブレイド村
キングパレスの北東に位置する村。ここの長である魔王ブレイドもまた謎の軍団と戦って命を落とした。
バイモン村
魔王バイモンは存命しているが赤き炎の秘密を知るマジョリータに合うために必要な暗闇のローソクは謎の軍団によって北のさまよいの砂漠に持ち出されてしまった。
バイモンのいる部屋からはマジョリータの住む暗闇の穴へ通じる抜け道が存在し、ローソクを取り戻すと教えてくれる。またこの部屋の入り口にはエドデビルという小型の悪魔が立っており、レッドアリーマーに喧嘩を吹っかけてくる。しかし勝てば力を認めライフの上がる欺きの鎧をくれる。
ルシフェリア村
ルースキープの城下町に相当し、町全体が城壁のように囲まれている。住人の中にはレッドアリーマーを赤い炎と認めたがらない者もいる。
バイモン村にいたエドデビルと再会でき、ナーガの道で正しい入口のヒントを教えてくれる。なお闇の力の交換と呪いの言葉を聞ける最後の地点でもある。

## ボスキャラクター
ズンド・ドルファー
第1ステージのボス。
謎の軍団の将軍の一人。レッドアリーマーが魔界へ行くのを阻止する役割を持つ。
体当たりと口からメルトアイアンを3方向に吐き出して攻撃する。
終盤ではフィールドで通常エンカウントしてくる。クローの魔力が効かない。
ビッグタワーモンスター心臓部
第2ステージのボス。
タワー最上階で制御する4つの心臓。
目玉から弾を飛ばして攻撃してくる。全てを倒す事で機能を停止できる。
ベルゼモス
第3ステージのボス。
ダークロードを監視する役割を持つ。4匹のコベルゼブに分離合体して、その後は空中に留まり球を吐き出して攻撃する。
ザックリューガー
第4ステージのボス。
魔王バイモンから奪った暗闇のローソクをレッドアリーマーに渡さないために襲ってくる。
エリア内を大きく動き回り弾を吐いて攻撃してくる。撃破すると砂漠内の流砂が止まる。
ルシフェル
第5ステージのボス。
魔界副王の座にあり真の赤い炎になるための魔界のローソクを所持している。レッドアリーマーがローソクを持つに相応しいかを試すために勝負を挑んでくる。
玉座から動かず両腕から反射弾、頭上からレッドアリーマーを追尾し続ける誘導弾を出して攻撃してくる。クローの魔力が効かない。
破壊王キングブレーガー
第6ステージのボス。本作の最終ボス。
戦闘前にレッドアリーマーを懐柔しようとしてくるが、従うと全ての力を奪われて初期状態で戦わなければならなくなる。
その場から動かずに4本の腕から反射弾、腕を構えて左右から誘導弾を出して攻撃してくる。

## 移植版
| No. | タイトル                                               | 発売日                          | 対応機種        | 開発元   | 発売元   | メディア                                      | 型式 | 備考 | 出典              |
| --- | ------------------------------------------------------ | ------------------------------- | --------------- | -------- | -------- | --------------------------------------------- | ---- | ---- | ----------------- |
| 1   | レッドアリーマー MAKAIMURA GAIDEN                      | 2000年3月1日                    | ゲームボーイ    | カプコン | カプコン | フラッシュロムカセット （ニンテンドウパワー） | -    |      |                   |
| 2   | レッドアリーマー MAKAIMURA GAIDEN INT Gargoyle's Quest | 2011年6月29日 INT 2011年8月25日 | ニンテンドー3DS | カプコン | カプコン | ダウンロード (バーチャルコンソール)           | -    |      | [ 3 ] [ 4 ]       |
| 3   | ゲームボーイ Nintendo Switch Online                    | 2023年2月9日                    | Nintendo Switch | 任天堂   | 任天堂   | ダウンロード                                  | -    |      | [ 5 ] [ 6 ] [ 7 ] |

## スタッフ
- プロデューサー：藤原得郎
- ゲーム・デザイン：成瀬憲史
- 音楽：藤田晴美、下村陽子

## 評価
- ゲーム誌『ファミコン通信』の「クロスレビュー」では、6・7・7・5の合計25点になっている[14][9]。

- ゲーム誌『ファミリーコンピュータMagazine』の読者投票による「ゲーム通信簿」での評価は以下の通り、21.88点（満30点）となっている[1]。

| 項目 | キャラクタ | 音楽 | 操作性 | 熱中度 | お買得度 | オリジナリティ | 総合  |
| 得点 | 3.92       | 3.62 | 3.50   | 3.76   | 3.54     | 3.54           | 21.88 |